# ويليام بويد (ممثل)
ويليام بويد (بالإنجليزية: William Boyd) مواليد 05 يونيو 1895 في مقاطعة بلمونت - الوفاة 12 سبتمبر 1972 في لاغونا بيتش، الولايات المتحدة، هو ممثل ومخرج ومنتج أمريكي بدأ مسيرته الفنية سنة 1918. امتدت مسيرته الفنية لأكثر من 36 عاما.

## الأعمال
- أعظم العروض على وجه الأرض
- فارسان عربيان

## روابط خارجية
- ويليام بويد على موقع IMDb (الإنجليزية)
- ويليام بويد على موقع الموسوعة البريطانية (الإنجليزية)
- ويليام بويد على موقع ألو سيني (الفرنسية)
- ويليام بويد على موقع ميوزك برينز (الإنجليزية)
- ويليام بويد على موقع أول موفي (الإنجليزية)
- ويليام بويد على موقع أول موفي (الإنجليزية)
- ويليام بويد على موقع قاعدة بيانات الأفلام السويدية (السويدية)
- ويليام بويد على موقع إن إن دي بي (الإنجليزية)
- ويليام بويد على موقع ديسكوغز (الإنجليزية)
- ويليام بويد على موقع قاعدة بيانات الفيلم (الإنجليزية)